# Edmond Musy
Edmond Musy (Viriat, 28 août 1851 - Salon-de-Provence, 17 janvier 1882) est un explorateur français, frère de Maurice Musy.

## Biographie
Il part explorer la pampa en Argentine dès 1868 et l'année suivante s'engage dans la guerre de 1870. 
En 1874, il rencontre Marie-Joseph Bonnat qui prépare alors une nouvelle expédition sur les côtes du Golfe de Guinée et fonde avec lui et plusieurs collaborateurs une société de recherche d'or. Il explore alors la Côte de l'Or mais, malade, doit rentrer en France. 